# 女子パウロ会
女子パウロ会（じょしパウロかい、伊: Congregatio Filiarum a Sancti Pauli、英: Daughters of Saint Paul、略称: F.S.P.）または聖パウロ女子修道会は1915年にイタリアのアルバで創立されたキリスト教 カトリックの女子修道会。男子修道会の聖パウロ修道会とは兄弟会にあたる。

## 日本での活動
日本では1948年の8月6日から活動。キリスト教関係書籍の出版・社会的コミュニケーションのために創立される。1949年、聖パウロ修道会が文化放送を設立し、1956年まで運営に携わっていた。